# Dame rouge de Paviland
|                                                                                         |  |  |
| À gauche : le squelette vu depuis les pieds. À droite : le squelette vu depuis la tête. |  |  |

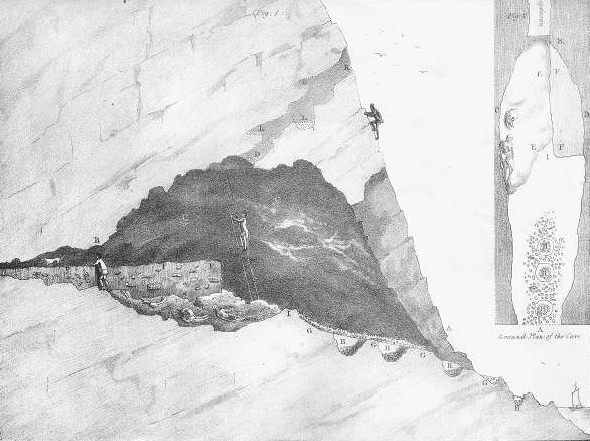
Grotte du Trou de la Chèvre.
Illustration publiée par William Buckland en 1824

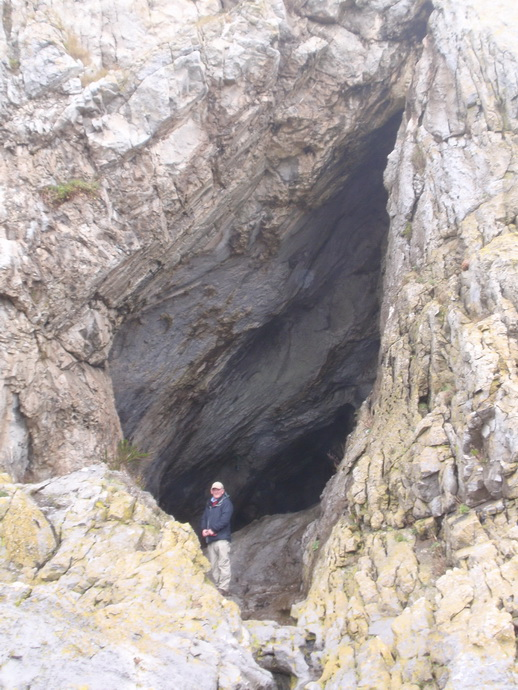
Entrée de la grotte

La Dame rouge de Paviland (en anglais : Red Lady of Paviland) est le nom traditionnel donné à un squelette fossile partiel d'Homo sapiens, découvert en 1823 au Pays de Galles par le géologue britannique William Buckland. Le squelette, teint d'ocre rouge, est celui d'un jeune homme du Paléolithique supérieur. Il a été daté en 2009 de 33 000 ans avant le présent.
Il s'agit de la plus ancienne découverte scientifique de restes humains préhistoriques, qui ne fut cependant pas identifiée comme telle à l'époque, et de l'une des plus anciennes inhumations d'Homo sapiens en Europe.

## Historique
En 1822, Daniel Davies et John Davies, respectivement chirurgien et vicaire anglican à Port Eynon sur la côte sud du pays de Galles, au Royaume-Uni, explorèrent une grotte (appelée grotte de Paviland) et y trouvèrent des ossements d'animaux, dont une défense de mammouth. La famille Talbot de Penrice Castle en fut informée, et Miss Mary Theresa Talbot, alors la plus âgée des filles non mariées, se joignit à une expédition sur le site et y trouva des ossements considérés alors comme des os d'éléphant le 27 décembre 1822.
William Buckland, professeur de géologie à l'Université d'Oxford et correspondant avec cette famille, fut contacté et accepta de venir sur le site. Il découvrit des ossements humains entre le 18 et le 25 janvier 1823, au cours d'une campagne archéologique à la grotte du Trou de la Chèvre (Goat's Hole Cave), l'une des grottes calcaires situées entre Port Eynon et Rhossili, sur la péninsule de Gower, sur la côte sud du Pays de Galles,.
Plus tard au cours de cette même année, en écrivant à propos de cette découverte dans son ouvrage Reliquiae Diluvianae (Reliques du Déluge), William Buckland expliquait :

« J'ai trouvé le squelette sous une couche d'ocre […] qui colorait la terre, et ce à certains endroits jusqu'à une distance d'environ un demi-pouce [12 mm] autour des ossements… À proximité des os de la taille où se porte généralement une sacoche se trouvaient également deux poignées de coquilles de bigorneaux (Nerita littoralis) entourés d'ocre. Ailleurs sur le squelette, l'on pouvait voir en contact avec les côtes une quarantaine ou une cinquantaine de fragments de bâtonnets d'ivoire, et divers anneaux faits de ce même ivoire et trouvés avec ces bâtonnets… Tant les bâtonnets que les anneaux, de même que les coquilles de bigorneaux, étaient teints en surface de rouge, et reposaient dans la même matière rouge qui enveloppait les os. »

Quand Buckland découvrit le squelette fossile, il se trompa sur l'ancienneté et le sexe du sujet. Homme de son époque, Buckland pensait qu'aucun reste humain ne pouvait être antérieur au Déluge biblique. Il supposa que ces restes étaient ceux d'une femme datant de l'époque romaine.

## Vestiges archéologiques
William Buckland pensait que le squelette était celui d'une femme en grande partie à cause de la présence des éléments décoratifs entourant les ossements, dont des coquillages perforés comme pendentifs et les bijoux d'ivoire qu'il pensait être d'éléphant, au lieu de mammouth. Ces éléments décoratifs et la peinture rouge présente sur le squelette le conduisirent à l'attribuer à une prostituée ou une sorcière romaine.
Le squelette fut trouvé à proximité d'un crâne de mammouth, qui a depuis été perdu.

## Datation
À l'époque où une seconde campagne de fouilles fut entreprise dans les environs de Paviland, en 1912, il fut reconnu, par comparaison avec d'autres découvertes faites en Europe, que les restes trouvés en 1823 dataient de l'époque paléolithique. Étant donné que la méthode de datation par le carbone 14 ne fut inventée que dans les années 1950, il n'y avait pas de méthode fiable pour déterminer l'âge de restes préhistoriques.
Les premières tentatives de datation se basant sur le radiocarbone avaient tendance à sous-estimer l'âge des restes et l'amélioration de la méthode permit de donner progressivement des résultats plus précis, ce qui repoussa sensiblement l'âge estimé du squelette. Dans les années 1960, Kenneth Oakley publia une première datation de la Dame rouge qui était d'environ 18 460 ± 340 ans. Les mesures réalisées en 1989 et 1995 donnèrent un âge de 26 350 ± 550 ans (OxA-1815), correspondant au milieu du Paléolithique supérieur.
En 2007, un nouvel examen des restes par Thomas Higham de l'Université d'Oxford et Roger Jacobi du British Museum donna un âge carbone 14 de 29 000 ans. En 2009, un recalibrage de ces derniers tests permit d'aboutir à un âge d'environ 33 000 ans avant le présent.
C'est le deuxième fossile d'homme moderne le plus ancien du Royaume-Uni après celui de la grotte de Kent, dont la datation est comprise entre 35 000 et 43 000 ans.

## Analyse du fossile
Il a été établi au XXe siècle que le squelette de la « Dame » était celui d'un homme, probablement âgé de moins de 21 ans,.
L'analyse des os et des protéines indique que le régime du jeune homme comportait entre 15 et 20 % de poisson, ce qui indique notamment par rapport à la distance de l'océan, que le groupe humain dont il faisait partie était semi-nomade ou que le corps a été transporté dans la région spécifiquement pour son inhumation. Le menu devait également comporter du mammouth, du rhinocéros laineux et du renne.

## Environnement
Bien que maintenant située sur la côte, la grotte se trouvait à l'époque de l'inhumation à environ 110 km de celle-ci, surplombant une plaine. Lorsque les restes furent datés de 26 000 ans, on pensait que la « Dame rouge » vivait à l'époque où une calotte glaciaire recouvrait en partie les îles Britanniques, à la période glaciaire la plus récente appelée Devensien. Le site aurait alors présenté un aspect proche de l'actuelle Sibérie, avec un maximum probable de 10 °C en été, −20 °C en hiver, et une végétation de toundra. La dernière datation place le fossile dans une période un peu moins froide de l'interpléniglaciaire (fin du SIO 3).

## Conservation
Quand le squelette fut découvert, le Pays de Galles ne disposait pas de musée susceptible de l'accueillir. Il fut envoyé à l'Université d'Oxford, où Buckland était professeur. En décembre 2007, il fut prêté pour une année au Musée national de Cardiff.
Les fouilles entreprises après l'exhumation du squelette ont permis la découverte de quelque 4 000 vestiges de silex, dents et os, aiguilles et bracelets, qui sont visibles au Swansea Museum (en) et au Musée national de Cardiff.